# 宮本辰彦
宮本 辰彦（みやもと たつひこ）は日本の思想家、和プロジェクトTAISHI代表。

## 略歴
大化の改新の中臣鎌足を祖とする神職、学者、医師の家系に生まれる。大分県宇佐市下敷田出身で、二葉山神社（別名八大龍王宮）が本家にあたる。一族の出身では学僧寂室堅光(1753 - 1830)。また、辰彦の父の曾祖父の兄は、国学者敷田年治(1817 - 1902)で神宮皇學館の初代学頭。その孫であり辰彦の伯父は住吉大社元宮司・敷田年博。辰彦の父包厚は阪神・淡路大震災当時、神戸市衛生局長を勤め、厚生省から出された遺体の野焼き案に対して、故人の尊厳と遺族心情を理由に異を唱え、被災が冬だったことも手伝い、野焼きが回避される(この時の様子は2009年1月17日のNHKスペシャル「阪神・淡路大震災　秘められた決断」)。この決断はのちに起こる東日本大震災の遺体の取り扱いに方向性を示す。
幼少時、医学者であった父、包厚のコロンビア大学での研究のため、両親と共に渡米。1995年(平成7年)1月17日に、Tatsu(自立・立志・出立)を開設。カルチャースクールなどで瞑想、ヨガ、呼吸法を指導。
2014年に聖徳太子以来の「和の精神」を「WA」という新たな概念（循環と調和と寛容の精神）として、国内外へ発信するために和プロジェクトTAISHIを発足。2017年から書家を中心に国内では地域活性化の活動と、国内外では平和活動を行うようになる。現在は全国規模の平和催事を日本国内で年4回行い、4月と9月の催事には全国の高校書道部が50校以上、各国大使館が毎年催事に参加している。そして、2022年にはその功績により、長崎市より平和文化事業として認定される。
著書に戦後60周年を記念して出版された『この国を愛するために 靖国』のほか、『成功と幸せを手に入れる瞑想力』、『自分を愛すれば、幸せになれる！』、『「生まれ変わる」極意　人生を好転させるお正月とお盆の過ごし方』、『幸せに生きる。はじめての瞑想』がある。

## 主催企画および参画催事
2017年
- 3月11日 東日本大震災復興祈願の奉納揮毫「地平天成」(熱田神宮)
- 4月22日 アース・デーに地球環境改善祈願の奉納揮毫(椿大神社)
- 8月6日 世界平和の祭典 (愛知)
- 9月21日 国際平和デーに「9.21世界平和の祈り」（全国47社の護国神社・大阪万博記念公園）全国一斉の奉納は神社界において、また流派や派閥を超えた揮毫は書道界において珍しい。
- 12月25日 「五體八種 愛の奉納揮毫」全国8名の書家により「愛」の一文字を5書体で奉納揮毫。(天河大弁財天社)

2018年
- 1月21日 「海を渡った被爆ピアノの調べ～ノルウェーからおかえりなさい」を共同企画 (愛知)
- 2月11日 「2.11和の国日本　建国記念の奉祝揮毫」(神武天皇を祀る宮崎神宮・橿原神宮）
- 3月25日 朱雀門開園記念の慶祝揮毫参画（国土交通省主催・平城宮跡歴史公園）
- 4月3日 十七条憲法制定の日には、聖徳太子建立七大寺の1つ橘寺を含め、全国17都県18ヶ寺で同日一斉の以和為貴の奉納揮毫
- 4月22日 アース・デーに震災復興と地球環境改善の奉納揮毫（椿大神社）
- 6月17日 「平和をつなぐ宇和島コンサート」で平和揮毫（国連平和の鐘を守る会主催）
- 8月14日 「第1回世界平和を祈る書家の会」日仏両政府主導ジャポニスム2018公認「世界平和の祈りinパリ」 （パリ国際大学都市日本館大サロン）
- 8月15日 フランスのイスラム教モスク「グランド・モスケ・ド・パリ」にて、日本人書家による世界初の平和揮毫を開催
- 9月21日 国際平和デーに「第2回 9.21世界平和の祈り」（全国47社の護国神社・広島平和記念公園・大阪万博記念公園）
- 10月21日 大伴家持生誕1300年記念フェスにて慶祝揮毫（鳥取市主催）
- 11月5日 上智大学にて和文化ワークショップ（外務省招聘事業）
- 11月6日 - 10日 ボスニア・ヘルチェゴビナ共和国へ平和親善大使として11名で渡航。スレブレニツァ虐殺記念碑や負の世界遺産スタリ・モスト橋などで、ボスニア・ヘルチェゴビナ紛争の戦没者の追悼を目的に平和揮毫を開催。（後援：在ボスニア・ヘルツェゴビナ日本大使館）
- 11月25日 大伴家持生誕1300年記念の慶祝揮毫（伴林氏神社）

2019年
- 2月11日 「第2回2.11和の国日本 建国記念の奉祝揮毫　伊勢の神宮と大八洲八神宮」 （伊勢神宮・北海道神宮・明治神宮・熱田神宮・橿原神宮・伊弉諾神宮・宇佐神宮・宮崎神宮・霧島神宮）
- 4月3日 全国19ヶ寺と杉原千畝記念「人道の丘公園」で世界平和の奉納揮毫（後援：八百津町）
- 4月22日 アース・デーに震災復興と地球環境改善の奉納揮毫（椿大神社）
- 5月22日 長崎聖福寺修復事業として、長崎聖福寺と高知駅前広場にて坂本龍馬の名言を同時揮毫（後援：長崎県、長崎市教育委員会、高知県、高知市、高知県教育委員会）
- 8月8日 富士山山頂にて書家2名による新元号令和の奉祝と世界平和祈願の奉納揮毫(富士山本宮浅間大社奥宮)。白山、立山でも同時刻に開催され、日本三大霊山での平和揮毫が実現。
- 8月24日「世界平和の祈りinパリ OPENING EVENT」（パリ国際大学都市日本館大サロン）
- 8月25日 - 27日「世界平和の祈りinパリ」として、ユダヤ教シナゴーグ（グランド・シナゴーグ・ド・パリ）、キリスト教チャーチ（サン・シュルピス教会）、イスラム教モスク（グランド・モスケ・ド・パリ）で平和揮毫を開催。
- 9月21日 国際平和デーに「第3回 9.21世界平和の祈り」（全国47社の護国神社・広島平和記念公園/後援：広島市　長崎平和公園/後援：長崎市）全国高校書道部27校参加。長崎原爆資料館では円形エントランスに、長崎平和祈念像前での揮毫作品「以和為貴」が展示される。
- 12月19日 大坂の陣講和条件合意の日に、大坂城で平和揮毫を開催(共催：Go around castle実行委員会)

2020年
- 2月11日 「第3回 2.11和の国日本 建国記念の奉祝揮毫　(伊勢神宮・北海道神宮・氣比神宮・熱田神宮・近江神宮・平安神宮・伊弉諾神宮・橿原神宮・宇佐神宮・霧島神宮）
- 2月23日 「世界平和の祈り in ジャパン」として、日本国内のユダヤ教シナゴーグ（関西ユダヤ教団）、キリスト教チャーチ（カトリック浦上教会）、イスラム教モスク（日本アハマディア・ムスリム協会）で天皇誕生日に平和揮毫を開催。
- 4月3日 大阪四天王寺・比叡山延暦寺、高野山金剛峯寺を含む、全国23ヶ寺でコロナ禍の終息と人々の心の平安を願い平和揮毫を開催。
- 5月22日 長崎聖福寺修復事業として、長崎聖福寺で坂本龍馬の名言を揮毫。
- 9月21日 国際平和デーに「第4回9.21世界平和の祈り」（全国48社の護国神社・靖国神社・広島平和記念公園/後援：広島市　長崎平和公園/後援：長崎市）全国高校書道部47校参加。遊就館(靖国神社)と長崎原爆資料館で揮毫作品が展示された。120社以上のマスコミが各地を取材。

2021年
- 2月11日 「第4回2.11和の国日本 建国記念の奉祝揮毫　(伊勢神宮・北海道神宮・氣比神宮・熱田神宮・近江神宮・平安神宮・伊弉諾神宮・橿原神宮・宇佐神宮・宮崎神宮・霧島神宮）
- 2月23日 「第2回 世界平和の祈り in ジャパン」として、日本国内のユダヤ教シナゴーグ（関西ユダヤ教団）、キリスト教チャーチ（カトリック浦上教会）、イスラム教モスク（日本アハマディア・ムスリム協会）で天皇誕生日に平和揮毫を開催。
- 4月3日 日本仏教界の各宗派総本山、大本山17ヶ寺を含む、全国33ヶ寺でコロナ禍の終息と人々の心の平安を願い平和揮毫を開催。

- 5月22日 長崎聖福寺修復事業として、長崎聖福寺で坂本龍馬の名言を揮毫。
- 9月21日 国際平和デーに「第5回 9.21世界平和の祈り」（全国49社の護国神社・靖国神社・広島平和記念公園/後援：広島市・長崎平和公園/後援：長崎市・メキシコ合衆国）全国高校書道部43校参加。靖国神社ではウクライナ、ギニア共和国、サンマリノ共和国、ミャンマー連邦共和国、レバノン共和国の特命全権大使を含む、5カ国の大使館が参加。
- 11月3日 文化の日「和文化の根底には和の精神」（明日香村の橘寺）

2022年
- 1月26日 ウクライナと日本の外交関係樹立30周年記念日に駐日ウクライナ大使館で親善平和揮毫を開催。
- 2月11日 「第5回2.11和の国日本 建国記念の奉祝揮毫　(伊勢神宮・北海道神宮・明治神宮・氣比神宮・熱田神宮・平安神宮・伊弉諾神宮・橿原神宮・宇佐神宮・宮崎神宮・霧島神宮）
- 2月23日 「第3回 世界平和の祈り in ジャパン」として、日本国内のユダヤ教シナゴーグ（関西ユダヤ教団）、キリスト教チャーチ（カトリック浦上教会）、イスラム教モスク（日本アハマディア・ムスリム協会）で天皇誕生日に平和揮毫を開催。
- 4月3日 「第5回 4.3TAISHI 日本の誇り、和の精神を世界へ」各宗派の総本山大本山を中心に全国38寺院でウクライナの平和を願い、奉納揮毫を開催。浅草寺はドイツ連邦共和国、エストニア共和国、ウクライナの外交官が来賓。
- 5月19日 イスラエルと日本の外交関係樹立70周年記念事業として、駐日イスラエル大使館で国際親善KIGOを開催。
- 5月22日 長崎聖福寺にて「第4回 日本人よ、世界の龍馬となれ！」長崎大学全学書道部が坂本龍馬の名言を揮毫。
- 9月21日 国際平和デーに「第6回 9.21世界平和の祈り」（全国48社の護国神社・靖国神社・広島平和記念公園/後援：広島市・長崎平和公園/後援：長崎市）全国高校書道部44校参加。靖国神社ではアフガニスタン・イスラム共和国、ウクライナ、タンザニア連合共和国、ドミニカ共和国、ミャンマー連邦共和国の特命全権大使を含む、5カ国の大使館が参加。
- 9月30日 「9.21世界平和の祈り」が長崎市「平和の文化」事業として認定[認定第8号]される。

2023年
- 2月11日 「第6回2.11和の国日本 建国記念の奉祝揮毫　(伊勢神宮・北海道神宮・明治神宮・氣比神宮・熱田神宮・平安神宮・伊弉諾神宮・橿原神宮・宇佐神宮・宮崎神宮・霧島神宮）
- 2月23日 「第4回 世界平和の祈り in ジャパン」として、日本国内のユダヤ教シナゴーグ（関西ユダヤ教団）、キリスト教チャーチ（カトリック浦上教会）、イスラム教モスク（ジャパン・モスク）で天皇誕生日に平和揮毫を開催。
- 4月3日 「第6回 4.3TAISHI 日本の誇り、和の精神を世界へ」各宗派の総本山大本山を中心に全国41寺院と人道の丘公園(岐阜県八百津町)で世界の平和を願い、奉納揮毫を開催。浅草寺ではミャンマー連邦共和国、コロンビア共和国、アフガニスタン・イスラム共和国、イスラエル国、コンゴ民主共和国、トーゴ共和国、ブルキナファソ、南スーダン共和国の大使館が来賓。
- 5月22日 長崎聖福寺にて「第5回 日本人よ、世界の龍馬となれ！」坂本龍馬の名言を揮毫。
- 9月21日 国際平和デーに「第7回 9.21世界平和の祈り」（全国48社の護国神社・靖国神社・広島平和記念公園/後援：広島市・長崎平和公園/後援：長崎市）全国高校書道部50校参加。靖国神社ではアンゴラ共和国、イラク共和国、イラン・イスラム共和国、コソボ共和国、スーダン共和国、パラオ共和国、ブルキナファソ、マラウイ共和国、ミャンマー連邦共和国、南アフリカ共和国の特命全権大使を含む、10カ国の大使館が参加。

2024年
- 2月11日 「第7回2.11和の国日本 建国記念の奉祝揮毫　(伊勢神宮・北海道神宮・明治神宮・氣比神宮・熱田神宮・平安神宮・伊弉諾神宮・橿原神宮・宇佐神宮・宮崎神宮・霧島神宮）
- 2月23日 「第5回 世界平和の祈り in ジャパン」として、日本国内のユダヤ教シナゴーグ（関西ユダヤ教団）、キリスト教チャーチ（カトリック浦上教会）、イスラム教モスク（ジャパン・モスク）で天皇誕生日に平和揮毫を開催。
- 4月3日 「第7回 4.3TAISHI 日本の誇り、和の精神を世界へ」各宗派の総本山大本山を中心に全国42寺院と人道の丘公園(岐阜県八百津町)で世界の平和を願い、奉納揮毫を開催。浅草寺ではイラン・イスラム共和国、コロンビア共和国、スペイン王国、ネパール連邦民主共和国、パナマ共和国、ブルキナファソ、ミャンマー連邦共和国、リベリア共和国、ルーマニア、南スーダン共和国の大使館が来賓。
- 5月22日 長崎聖福寺にて「第6回 日本人よ、世界の龍馬となれ！」坂本龍馬の名言を揮毫。
- 9月21日 国際平和デーに「第8回 9.21世界平和の祈り」（全国48社の護国神社・靖国神社・広島平和記念公園/長崎平和公園/後援：長崎市）全国高校書道部49校参加。靖国神社では北マケドニア共和国、コンゴ民主共和国、ベネズエラ・ボリバル共和国、レバノン共和国の特命全権大使を含む4カ国の大使館と、ダライ･ラマ法王日本代表部が参加。

2025年
- 2月11日 「第8回2.11和の国日本 建国記念の奉祝揮毫　(伊勢神宮・北海道神宮・明治神宮・氣比神宮・熱田神宮・平安神宮・伊弉諾神宮・橿原神宮・宇佐神宮・宮崎神宮・霧島神宮）
- 2月23日 「第6回 世界平和の祈り in ジャパン」として、日本国内のユダヤ教シナゴーグ（関西ユダヤ教団）、キリスト教チャーチ（カトリック浦上教会）、イスラム教モスク（ジャパン・モスク）で天皇誕生日に平和揮毫を開催。
- 4月3日の十七条憲法制定日にちなみ、全国46会場（全国45ヶ寺と杉原千畝記念の人道の丘公園）で、「第8回4.3TAISHI 日本の誇り、和の精神を世界へ」を開催。増上寺（東京）には世界6カ国の大使館（イラン・イスラム共和国　ウクライナ　コロンビア共和国　スペイン王国　パナマ共和国　ルーマニア）とダライ･ラマ法王日本代表部の来賓が参加。

## 思想
講座や著作では自己啓発や人生論について多く語っている。人生の目的は人格完成にあり、それは「愛」を身につけることと、「創造力」を養うことにある。人生には自らの力で変えることのできる「運命」の部分と、変えることのできない「宿命」の部分で成り立っているが、運命は創造力を養うため、宿命は愛を学ぶためにあるという。
個々人が幸せになるためには、まず自分をきちんと愛さなければ成り立たない。「自愛」が「慈愛」に通じ、自分を愛することができた時に、初めて他人を正しく愛することができると説いている。
特に愛については独創的な理論を展開している。愛を身につけるためには「知情意」の三つをバランス良く実践しなければならない。愛を身につけたいという強い「意志」を前提に、人生のさまざまな喜怒哀楽の中で、愛を感じるための「情」を育み、さらに愛についての「知識」を学び、それに基づく理性によって、情をしっかりとコントロールしなければならない。この知情意の実践によって愛の三原則、すなわち「許す心」「祈る心」「活かす心」が芽生えるのだという。そして、この三つの心が螺旋のように循環して、一つの思いになったものが「愛」であると説く。
愛を感じるためには情を育まなければならないが、情が豊かだからといって、愛溢れる人とは限らない。むしろ情が強ければ、正しく愛するための妨げになることすらある。だから、愛についての明確な理論をしっかりと習得し、確立しなければならないという。
また宮本辰彦の話は、日本人の精神性や日本国の目指すべき姿にも及んでいる。その中核となるのが「和を以て貴しとなす」という、聖徳太子以来の「和の精神」に基づいている。仲良しが仲良くするのは当たり前のことで、これを殊更に和の精神というべきものではない。仲良く出来ない者同士がいかに仲良くするか、それこそが和の精神に他ならない。
そして、和するためには結局のところ、たとえ相手がどのようなものであれ、相手を赦し、受け入れ、認めるという、相手を許す心があって、初めて和することが出来るのだという。すなわち、日本の「和の精神」は、あのイエスの説いた「愛」にも匹敵する、「許しの思想」であり、それが「水に流す」という言葉で表される、神道の基本である「禊ぎ」の概念へと完成されていく。
「水に流す」というのは、過去の責任を放棄するという無責任を意味するのではなく、過去の行いを許す（赦し、受け入れ、認める）という許しの精神。日本人の精神性として武士道がよく取り上げられているが、これは新渡戸稲造が百年前に世界に向けて著したもの。それより遙か昔に日本国の礎を築いた聖徳太子が打ち立てたのが、「和をもって貴しとなす」という「和の精神」。
そして、この「和の精神」こそが、世界の恩怨を解く鍵だという。二度に渡る原爆を落とされながらも、ここまで過去の敵国であるアメリカを赦し、受け入れ、水に流した結果が、今日の日本の奇跡の復興であり、正にその証だといえる。そのような日本人を「お人好し」だという言い方をするが、むしろ「許しの思想」を持つ「和の民族」と捉えた方が的確。 これこそが世界がこれから直面する、地球的規模の難局を乗り越えるために、世界の人々に指し示すべき太子より受け継いだ日本人の思想だと提唱している。

## 著書
- 幸せに生きる。はじめての瞑想 （2015年11月、アスペクト、ISBN 978-4757224612）
- 「生まれ変わる」極意 人生を好転させるお正月とお盆の過ごし方 （2015年11月、かざひの文庫、ISBN 978-4884698591）
- 自分を愛すれば、幸せになれる！ (2010年6月、アスペクト、ISBN 978-4757217805)
- 成功と幸せを手に入れる瞑想力 （2008年12月、アスペクト、ISBN 978-4757215955）
- この国を愛するために 靖国 （2005年8月、国書刊行会、ISBN 978-4336047212）

## メディア出典
- 「以和為貴」 書から発する世界平和
- 揮毫イベントで「和」の尊さ発信　長崎市が平和事業に認定　名古屋の団体、被爆地などで活動
- 聖徳太子の「和」の精神を「書」で世界へ――和プロジェクトTAISHI代表・宮本辰彦
- 平和願い揮毫　ウクライナに祈り　全国38寺院と共に
- 平和祈る「和」の文字　水戸・護国神社　笹島さんが揮毫